# Парламентские выборы в Германии (2005)
Досрочные выборы в 16-й бундестаг состоялись в 18 сентября 2005 года. В результате партии ХДС/ХСС и СДПГ сформировали коалицию, а Ангела Меркель была избрана федеральным канцлером.

## Предыстория
После проигрыша правящей партии СДПГ на региональных выборах в ключевой земле Северный Рейн — Вестфалия в мае 2005 федеральный канцлер Герхард Шрёдер (СДПГ) объявил, что больше не уверен в существующей поддержке народа в начатых им социальных реформах. По просьбе самого канцлера бундестаг вынес ему вотум недоверия для того, чтобы провести досрочные выборы. Таким образом канцлер надеялся заручиться новой легитимацией для продолжения своего курса обновления страны. Выборы оказались намечены на 18 сентября 2005, на год раньше, чем это ожидалось в соответствии с регулярным циклом.

## Избирательная кампания
Партия ХДС/ХСС, главные оппоненты правящей «красно-зелёной» коалиции, выдвинула в качестве кандидата в федеральные канцлеры председателя ХДС Ангелу Меркель. Желаемым партнёром по формированию правительства в случае победы она назвала партию либерал-демократов СвДП. Основной критикой ХДС в адрес Шрёдера была высокая безработица в стране и низкие темпы роста экономики. Преодолеть эти проблемы Меркель намеревалась за счёт повышения налога на добавленную стоимость, введения плоского подоходного налога и урезания прав работающих.
Несмотря на весьма низкий исходный рейтинг, СДПГ и Зелёные активно защищали свой курс реформ, также сокращающий социальные обязательства, но менее резко и не за счёт социальной справедливости, как это предлагала подвергшаяся их резкой критике ХДС. Похоже, что и у избирателей радикальная и колеблющаяся в течение предвыборной кампании программа ХДС вызвала страхи, в результате которых начальная популярность ХДС, зафиксированная в мае, стала постепенно таять.
Одновременно за лето в стране появилась новая политическая сила, Левая партия (Die Linkspartei.PDS). Она сформировалась из членов бывшей социалистической партии ГДР и отколовшегося от СДПГ левого крыла во главе с бывшим председателем Оскаром Лафонтеном, несогласным с центристской политикой Шрёдера.
Запланированная стоимость предвыборной кампании СДПГ составляла двадцать пять миллионов евро. За три недели до выборов эта сумма выросла на 10 %. По расходам в связи с выборами социал-демократы отчётливо оказались впереди союза Ангелы Меркель, не говоря уже о малых партиях, способных выложить от 3,5 до 4,5 миллионов евро.

## Результаты голосования
На выборах 18 сентября партиями были достигнуты следующие результаты:
- ХДС/ХСС — 35,2 %
- СДПГ — 34,2 %
- СвДП — 9,8 %
- ПДС — 8,7 %
- Зелёные — 8,1 %
- остальные партии — 4,0 % (НДПГ получила 1,6 % голосов, республиканцы — 0,6 %)

Объединение ХДС/ХСС хоть и стало наибольшей фракцией в бундестаге, всё же показало результаты гораздо ниже ожидаемых. Относительно сильный результат показала партия СвДП, но тем не менее запланированная «чёрно-жёлтая коалиция» из ХДС/ХСС и СвДП не получила парламентского большинства. Не получила его также и правящая «красно-зелёная коалиция» из СДПГ и Зелёных. Левая партия исключила возможность своего вступления в коалицию с любой из двух сильнейших партий.
2 октября 2005 года голосовал 1й Дрезденский округ. Общее распределение мест в Бундестаге не изменилось, однако изменилось распределение мест между региональными группами в ХДС(представитель Саксонии заменил представителя СРВ) и СвДП (представитель Саара заменил представителя СРВ).
10 октября представители ХДС/ХСС и СДПГ объявили об успешном завершении переговоров о формировании «большой коалиции». 22 ноября Ангела Меркель была избрана канцлером Германии 397 голосами членов бундестага.